# 칠북초등학교
칠북초등학교는 대한민국 경상남도 함안군 칠북면 검단리에 있었던 초등학교이다.

## 연혁
- 1928년 6월 1일 : 칠북공립보통학교 개교
- 1938년 4월 1일 : 칠북공립심상소학교 개칭
- 1941년 4월 1일 : 칠북공립국민학교 개칭
- 1992년 3월 1일 : 천석국민학교 통합
- 1996년 3월 1일 : 칠북초등학교로 개칭
- 1999년 9월 1일 : 이령분교장 편입
- 2015년 9월 1일 : 칠서초등학교로 통합[1]